# Aimé Bazin
Aimé Bazin (2. Juli 1904 in Paris, Frankreich – 5. Oktober 1984 in Frankreich) war ein französischer Filmarchitekt.

## Leben
Bazin studierte an der École des Beaux-Arts in Paris, bevor er als Designer, Ausstatter und Filmarchitekt zu arbeiten begann. Bereits 1956 endete seine Karriere beim Film.

## Filmografie (Auswahl)
- 1933: La robe rouge
- 1935: Deuxième bureau
- 1935: Schuld und Sühne (Crime et châtiment)
- 1937: La bataille silencieuse
- 1938: Les filles du Rhône
- 1939: Fort Dolorès
- 1939: Vous seule que j'aime
- 1943: L'auberge de l'abîme
- 1946: Impasse
- 1946: L'assassin n'est pas coupable
- 1946: Le cabaret du grand large
- 1947: La colère des dieux
- 1947: Ploum, ploum, tra-la-la
- 1950: L'atomique Monsieur Placido
- 1950: Le 84 prend des vacances
- 1950: Opiumhölle Shanghai
- 1951: Le chéri de sa concierge
- 1951: Moumou
- 1953: Des quintuplés au pensionnat
- 1953: Opération Magali
- 1954: La rafle est pour ce soir
- 1954: Piédalu député
- 1955: Boulevard du crime
- 1956: Soupçons
- 1956: Zaza